# Northfork (Virgínia de l'Oest)
Northfork és una població dels Estats Units a l'estat de Virgínia de l'Oest. Segons el cens del 2000 tenia 519 habitants.

## Demografia
Segons el cens del 2000, Northfork tenia 519 habitants, 229 habitatges, i 130 famílies. La densitat de població era de 206,6 habitants per km².
Dels 229 habitatges en un 21,8% hi vivien nens de menys de 18 anys, en un 29,3% hi vivien parelles casades, en un 24,9% dones solteres, i en un 42,8% no eren unitats familiars. En el 38,9% dels habitatges hi vivien persones soles el 20,1% de les quals corresponia a persones de 65 anys o més que vivien soles. El nombre mitjà de persones vivint en cada habitatge era de 2,24 i el nombre mitjà de persones que vivien en cada família era de 3,03.
Per edats la població es repartia de la següent manera: un 22,5% tenia menys de 18 anys, un 8,1% entre 18 i 24, un 22% entre 25 i 44, un 23,3% de 45 a 60 i un 24,1% 65 anys o més.
L'edat mediana era de 43 anys. Per cada 100 dones de 18 o més anys hi havia 69,6 homes.
La renda mediana per habitatge era de 16.544 $ i la renda mediana per família de 19.236 $. Els homes tenien una renda mediana de 27.917 $ mentre que les dones 20.781 $. La renda per capita de la població era de 10.001 $. Entorn del 31,3% de les famílies i el 34,4% de la població estaven per davall del llindar de pobresa.

## Poblacions més properes
El següent diagrama mostra les poblacions més properes.